# Charaxes aurantimacula
Charaxes aurantimacula är en fjärilsart som beskrevs av Van Someren 1967. Charaxes aurantimacula ingår i släktet Charaxes och familjen praktfjärilar. Inga underarter finns listade i Catalogue of Life.